# 関根明良
関根 明良（せきね あきら、12月16日 - ）は、日本の女性声優。アプトプロ所属。東京都出身。

## 経歴
小学校低学年時代から声優になりたいと思っていた。国語の音読で褒められ、友人とアニメのまねをして褒められ、といった些細なことがきっかけだったと語る。
日本工学院専門学校声優・演劇科35期生。アプトプロ付属養成所3期生。
最初に出演したアニメ作品は『ニセコイ』。

## 人物
父親が名前を付ける時に候補として「みやび」があったが、「明るくしていれば良いことがある」という意味を込めて「明良」になった。名前を見てよく男性と間違えられる。
現場で呼ばれるあだ名が無かったが、『プリンセス・プリンシパル』の共演者と共に「あきらりん」「あきらん」というあだ名を決めた。
特技・趣味は戦国時代の武将や城、寺を巡り知識を得ることや、オーボエ演奏。楽器は4種類吹ける。
着物、刀や鎧、抹茶など和風のものが好きで、京都に行くことも多い。
Twitterではたまたま当日の天気についてつぶやいた際、フォロワーから反応があったことがきっかけで天気予報を毎日ツイートしている。
鳥好きでセキセイインコを飼っており、川上千尋とは『アイカツ!』で共演したことを機にインコを通じての交流が深い。

## 出演
太字はメインキャラクター。

### テレビアニメ
2014年
- ニセコイ（2014年 - 2015年、一条楽〈少年時代〉、女子生徒、鈴木、生徒） - 2シリーズ
- 団地ともお（カップル女、男子C）

2015年
- アイカツ!（2015年 - 2016年、藤原みやび）
- DOG DAYS''（メイド、ニュースキャスター、星の民）
- 対魔導学園35試験小隊（吉水明、ホステスB、ネロ）
- ヤング ブラック・ジャック（チュウ）

2016年
- 田中くんはいつもけだるげ（ミヨちゃん、購買のマダム、女子高生、古谷先生、男の子B、女子A）
- ハイキュー!! 烏野高校 VS 白鳥沢学園高校（白鳥沢応援女、天童のコーチ、女生徒）
- ステラのまほう（関春馬、裕美音の母、生徒、売り子）
- アイドルメモリーズ（女子生徒）
- マジきゅんっ!ルネッサンス（女子生徒）

2017年
- 超游世界（ゼンシュウ、ヘラ）
- ハンドシェイカー（女性）
- サクラダリセット（佐々野（少年）、顧問）
- プリンセス・プリンシパル（プリンセス）
- NEW GAME!!（バタフライピンク）
- 妹さえいればいい。（幼女）

2018年
- サンリオ男子（女子、会計）
- ミイラの飼い方（小学生 他月、幼少 他月、女子生徒、阿くん）
- ラーメン大好き小泉さん（店員D）
- メジャーセカンド（2018年 - 2020年、勝俣、睦子の母） - 2シリーズ
- レイトン ミステリー探偵社 〜カトリーのナゾトキファイル〜（モデル、店員）
- ニル・アドミラリの天秤（星川緋和子）
- 東京喰種トーキョーグール:re（伊丙入）
- BEATLESS（生徒会長）
- あそびあそばせ（将棋部員B、華子ママ、安藤先生、みさ、榎本 他）
- ムヒョとロージーの魔法律相談事務所（生徒）
- SSSS.GRIDMAN（まるさん） - 2023年に劇場総集編公開

2019年
- グリムノーツ The Animation（村の女性B、村の女性E）
- 魔法少女特殊戦あすか（夢源くるみ）
- W'z《ウィズ》（遥の母）
- ケムリクサ（りょく）
- 荒野のコトブキ飛行隊（タミル）
- 川柳少女（女子E、遊園地の人々）
- みだらな青ちゃんは勉強ができない（真中香）
- 旗揚!けものみち（シグレ）

2020年
- アイカツオンパレード!（藤原みやび）
- 神之塔 -Tower of God-（2020年 - 2024年、アナク・ザハード） - 2シリーズ
- アサルトリリィ BOUQUET（遠藤亜羅椰）

2021年
- ゆるキャン△ SEASON2（一宮遥香）
- 結城友奈は勇者である -大満開の章-
- ブルーピリオド（マキの友達）
- Deep Insanity THE LOST CHILD（時雨〈幼少期〉）

2022年
- その着せ替え人形は恋をする（2022年 - 2025年、山内瑠音、ベロニカ） - 2シリーズ
- 王子の本命は悪役令嬢（ディアナ・ディアフェル） - 通常版
- 錆喰いビスコ（嬢、嬢B）
- 明日ちゃんのセーラー服（谷川景）
- スローループ（山本）
- 終末のハーレム（リカ先輩）
- CUE!（三浦夢）
- BIRDIE WING -Golf Girls' Story-（2022年 - 2023年、リリィ・リップマン） - 2シリーズ
- キャップ革命 ボトルマンDX（2022年 - 2023年、葉加瀬カオリ）
- 史上最強の大魔王、村人Aに転生する（レミング）
- RPG不動産（トト）
- 神クズ☆アイドル
- 新米錬金術師の店舗経営（生徒）
- アキバ冥途戦争（狐エースメイド）
- 4人はそれぞれウソをつく（キャスター）
- 聖剣伝説 Legend of Mana -The Teardrop Crystal-（ヴァレリ）

2023年
- 人間不信の冒険者たちが世界を救うようです（店員、ローズ）
- イジらないで、長瀞さん 2nd Attack（女A）
- TRIGUN STAMPEDE
- 不滅のあなたへ（ユイス）
- ダンジョンに出会いを求めるのは間違っているだろうかIV 深章 厄災篇（マリュー・レアージュ）
- シュガーアップル・フェアリーテイル（マルグリット王妃）
- デリシャスパーティ♡プリキュア（ソラ・ハレワタール / キュアスカイ）
- アルスの巨獣（お付きヤマビト）
- ひろがるスカイ!プリキュア（2023年 - 2024年、ソラ・ハレワタール / キュアスカイ）
- 冰剣の魔術師が世界を統べる（アリアーヌ＝オルグレン）
- もういっぽん!（エマ・デュラン）
- 青のオーケストラ（篠崎の友人）
- 魔術士オーフェンはぐれ旅 聖域編（地人兵）
- わたしの幸せな結婚
- AYAKA -あやか-（金崎蘭子）
- もののがたり（岐兵馬〈幼少期〉）
- でこぼこ魔女の親子事情（ルーナ）
- ミギとダリ（一条華怜）
- ゴブリンスレイヤーII（女給、職員）
- シャングリラ・フロンティア（アリトモ）
- 柚木さんちの四兄弟。（同級生）
- SHY（2023年 - 2024年、レボゼアルファンの男の子） - 2シリーズ
- ひきこまり吸血姫の悶々（実況）
- ティアムーン帝国物語〜断頭台から始まる、姫の転生逆転ストーリー〜（セロ）
- 鴨乃橋ロンの禁断推理（巳い）

2024年
- 僕の心のヤバイやつ（ふろ給湯器）
- ぶっちぎり?!（幼少時の真宝）
- 即死チートが最強すぎて、異世界のやつらがまるで相手にならないんですが。（テオディジア）
- 転生貴族、鑑定スキルで成り上がる（ブリジット、子供） - 2シリーズ
- 転生したら第七王子だったので、気ままに魔術を極めます（2024年 - 2025年、タオ） - 2シリーズ
- ヴァンパイア男子寮（らぶ・ピュアー、店員A）
- 神は遊戯に飢えている。（使徒、ゴールデンパフー）
- 新米オッサン冒険者、最強パーティに死ぬほど鍛えられて無敵になる。（アリサ・グレンジャー）
- 【推しの子】（化野めい）
- 先輩はおとこのこ（蒼井咲、花岡まこと〈幼少期〉）
- 杖と剣のウィストリア（エルファリア・アルヴィス・セルフォルト、妖聖の派閥、エルフ）
- 小市民シリーズ（2024年 - 2025年、店員、麻生野） - 2シリーズ
- 負けヒロインが多すぎる!（権藤アサミ）
- わんだふるぷりきゅあ!（ソラ・ハレワタール、コンゴウインコ）
- 嘆きの亡霊は引退したい（ルーダ・ルンベック）
- 星降る王国のニナ（クリミナ）
- アサティール2 未来の昔ばなし（ムハンナド）
- 殿と犬（2024年 - 2025年、菊） - 4バージョン共通

2025年
- 悪役令嬢転生おじさん（アンナ・ドール）
- ババンババンバンバンパイア（山羽カオル）
- 外れスキル《木の実マスター》 〜スキルの実（食べたら死ぬ）を無限に食べられるようになった件について〜（ドラテナ・ベルベッリ）
- Dr.STONE SCIENCE FUTURE（ルーナ・ライト） - 2シリーズ
- ニートくノ一となぜか同棲はじめました（雪野紬）
- 花は咲く、修羅の如く（柊谷満歌）
- ロックは淑女の嗜みでして（鈴ノ宮りりさ）
- 勘違いの工房主〜英雄パーティの元雑用係が、実は戦闘以外がSSSランクだったというよくある話〜（ルナ）
- 追放者食堂へようこそ!（ツインテ）
- 異世界黙示録マイノグーラ〜破滅の文明で始める世界征服〜（ソアリーナ）

### 劇場アニメ
- アイカツ! 〜ねらわれた魔法のアイカツ!カード〜（2016年、藤原みやび）
- 劇場版 SERVAMP-サーヴァンプ- -Alice in the Garden-（2018年、御園の母親）
- 劇場版BEM〜BECOME HUMAN〜（2020年、アメリア・アイズバーグ）
- プリンセス・プリンシパル Crown Handler（2021年 - 2025年、プリンセス[42]） - 4作品[一覧 12]
- 映画 プリキュアオールスターズF（2023年、ソラ・ハレワタール / キュアスカイ[46]）
- わんだふるぷりきゅあ!ざ・むーびー! ドキドキ♡ゲームの世界で大冒険!（2024年、ソラ・ハレワタール / キュアスカイ[47]）
- 風都探偵 仮面ライダースカルの肖像（2024年、ときめ[48]）
- 映画 先輩はおとこのこ あめのち晴れ（2025年、蒼井咲[49]）
- 映画 キミとアイドルプリキュア♪ お待たせ!キミに届けるキラッキライブ!（2025年、ソラ・ハレワタール / キュアスカイ[50]）
- アイカツ!×プリパラ THE MOVIE -出会いのキセキ!-（2025年、藤原みやび[51]）

### OVA
- GRANBLUE FANTASY The Animation Extra 2（2017年、子供C）
- Fate/Grand Carnival（2021年、藤丸立香[52]）
- プリンセス・プリンシパル（2021年 - 2022年、プリンセス） - 2作品[一覧 13]

### Webアニメ
- ソードガイ The Animation（2018年、黒髪女）
- IKEBUKURO（2019年、豊島区・アニメイト、少女[53]）
- 天空侵犯（2021年、新崎九遠[54]）
- 風都探偵（2022年、ときめ[55][56]）

### ゲーム
2013年
- アンジュ・ヴィエルジュ 〜第2風紀委員 ガールズバトル〜（セレスティア、サルタビア、清川咲）

2015年
- アイカツ! My No.1 Stage!（藤原みやび）
- オルタンシア・サーガ -蒼の騎士団-（カルディナ、ミミ）
- ザクセスヘブン（九尾さとる、春夏秋冬葵 他）
- 車なごコレクション（レガシィアウトバック）

2016年
- EARTH WARS
- アイデル ヒーローズ（バルキリー）
- アイカツ! フォトonステージ!!（藤原みやび）
- クイズRPG 魔法使いと黒猫のウィズ（ペトラ・リッケ）
- 幻獣姫（ブリード）
- 白猫プロジェクト（ベルメル・キスショット）
- 蒼空のリベラシオン（アービ、腕白のチャル）
- 刻のイシュタリア（アラ、カルデック、ノエル、ヘリオス、グルビテ、ロディーヌ、メデューサ、アズライール、カイゼリック）
- .hack//New World（ベリチュール）
- ニル・アドミラリの天秤 帝都幻惑綺譚（星川緋和子 他）
- LINE 三国志ブレイブ（荀攸）

2017年
- 天華百剣 -斬-（不動行光）
- 天空のクラフトフリート（チャリス、棗）
- PaniPani-パラレルニクスパンドラナイト-（桜華桃）
- プリンセス・プリンシパル GAME OF MISSON（プリンセス）
- メギド72（2017年 - 2023年、シトリー、アイム）

2018年
- プリンセスコネクト！Re:Dive（2018年 - 2024年、ヴルム、女性）
- プレカトゥスの天秤（ポレット・モロー）
- ヴァルキリーコネクト（シーニア）
- オルターレコードアジャストメント（ガリレオ）
- 龍が如く ONLINE（明日香）
- 東京喰種 :re invoke（伊丙入）
- ワールドクロスサーガ -時と少女と鏡の扉-（オリオン、大嶽丸）
- ダンまつま！（白澤コノエ）
- グリムノーツ Repage（オーロラ姫、カオス・オーロラ姫）

2019年
- 編隊少女 改 -フォーメーションガールズ-（ヒルデ・アルトマイアー）
- ネルケと伝説の錬金術士たち 〜新たな大地のアトリエ〜（ミスティ・エルルート）
- けものフレンズ3（サーベルタイガー）
- モンスターストライク（2019年 - 2024年、アドゥブタ、テレシー＆パレシー〈テレシー〉、アストラル、スノードロップ、ミリアーデ）
- 神装の戦乙女（グレイシス）
- Z/X Code OverBoost（卑弥呼、アムブリエル）
- ゆめいろファンタジー ラテール（レイン）
- MASS FOR THE DEAD（ゾフィ）
- アッシュアームズ -灰燼戦線-（駆逐戦車 SU-85、戦闘機 スピットファイアMK.I）
- グリムエコーズ（シンデレラ）
- 幻獣契約クリプトラクト（クリームヒルト）
- 荒野のコトブキ飛行隊 大空のテイクオフガールズ!（タミル）
- ワンダーグラビティ〜ピノと重力使い〜（ディナ）

2020年
- 装甲娘 ミゼレムクライシス（ハカイオー絶斗）
- ステーションメモリーズ!（荻窪アヤ）

2021年
- グランブルーファンタジー（ティアレ）
- 神田アリス も 推理スル。（春日恵理）
- ラグナドール 妖しき皇帝と終焉の夜叉姫（耳なし芳一）
- ストリートファイターV（風間あきら）
- アサルトリリィ Last Bullet（遠藤亜羅椰）
- ガールズ&パンツァー 戦車道大作戦!（プリンセス）
- Gate of Nightmares（オリビア）

2022年
- 白き鋼鉄のX2（ヘイル）
- アークナイツ（ハイディ）
- シャイニングニキ（卿月）
- アズールレーン（ヨルク）
- Shadowverse（ダイヤモンドマスター、バトルメイド、冥火のピッツァヨーラ）
- 放置少女〜百花繚乱の萌姫たち〜（ガウェイン）

2023年
- D.C.5 〜ダ・カーポ5〜（白河灯莉）
- OCTOPATH TRAVELER II
- Fate/Grail League（藤丸立香）
- 404 GAME RE:SET -エラーゲームリセット-（獣王記）
- 崩壊:スターレイル
- タワーオブスカイ（ディーナ）
- クライマキナ/CRYMACHINA（ハイム）
- CUSTOM MECH WARS -カスタムメックウォーズ-（主人公 / 新人 / バレット・1）

2024年
- D4DJ Groovy Mix（伊達ちゃん）
- D.C.5 Future Link 〜ダ・カーポ5〜 フューチャーリンク（白河あいか）
- 崩壊3rd（セルマ）

### ドラマCD
- 「ニセコイ」アニバーサリーキャラクターソングミニドラマ
- PEACE MAKER 鐵 壱・弐
- まおゆう魔王勇者 外伝 砂丘の国の弓使い 前編・後編（豪商の娘） - シリアルナンバー入りアクセスカードの配信。
- TVアニメ/データカードダス『アイカツ!』&『アイカツスターズ!』スペシャルドラマCD（藤原みやび）
- とある科学の心理掌握(1)特装版付属CD（夜鳴麗華）

### デジタルコミック
- キトラ【KADOKAWAキトラ公式ボイストゥーン】
  - うちの上司は見た目がいい（2021年）[112]
  - 三ヶ月前に別れた先輩後輩の話（2021年）[113]
  - 現実もたまには嘘をつく（2021年）
  - 自称”平凡”な癒しの聖女ですが、王子から婚約者として執着されています（2023年、フローラ[114]）
- KADOKAWAオフィシャルチャンネル 
  - リリィ・リリィ・ラ・ラ・ランド（2022年、葦之原ゆう[115]）
- 双葉社公式コミックチャンネル
  - 真実の愛を見つけたと言われて婚約破棄されたので、復縁を迫られても今さらもう遅いです!（2023年、マリアベル[116]）

### 吹き替え
- アーチボルドの大冒険（ロイ）
- 最後の召喚師 -The Last Summoner-（裂空[117]）
- ザ・スリル（バイオレット）

### ボイスオーバー
- ナチス・ドイツの巨大建造物

### ナレーション
- アース製薬
  - 「夏の悩みを入浴で改善しませんか？」
  - 「アース シラミとりシャンプー」
  - 「モンダミンKid's 体操」
  - 「子供の歯の教室『今日からおうち歯医者さん』」
- 工場紹介プロモーション
- 健康食品プロモーション
- サンスター文具「うきうきぬりえ カラーワンダー（英語版） スイートプリキュア♪」CM
- 「全プリキュア展 〜20th Anniversary Memories〜」CM[118]

### ラジオ
※はインターネット配信。
- 明・めぐみのドリーム・ドリーム・パーティ（文化放送）
  - フレッシュ・ドリーム・パーティー（2011年 - 2012年※）
- 魔法少女特殊戦あすか in メイド喫茶 三津矢（2019年、音泉※）[119]
- プリプリ♡秘密レポート すーぱー（2020年 - 、YouTube※）[120]

### 音声ガイド
- 全プリキュア展〜20th Anniversary Memories〜（サンシャインシティ（2023年2月1日 - 2月19日、ほか全国各地） - ソラ・ハレワタール / キュアスカイ[121]

### その他コンテンツ
- Project COLD（2022年、C）
- 聴くanime『八日後、君も消えるんだね』（2022年、高梨莉子[122]）
- ひろがるスカイ！プリキュア ドリームステージ♪（2023年7月 - 2024年3月、ソラ・ハレワタール / キュアスカイ[123]）
- シャープ「COCORO VOICE」空気清浄機・ホットクック・ヘルシオ用カスタムボイス（2023年、ソラ・ハレワタール / キュアスカイ[124]）
- わんだふるぷりきゅあ! ドリームステージ♪（2024年7月 - 2025年3月、ソラ・ハレワタール / キュアスカイ[125]）
- キミとアイドルプリキュア♪ ドリームステージ♪（2025年7月 - 2026年3月予定、ソラ・ハレワタール / キュアスカイ[126]）

## ディスコグラフィ

### キャラクターソング
| 発売日   | 商品名                                                               | 歌 | 楽曲                                        | 備考                                                                   |
| 2017年   | 2017年                                                               | 2017年 | 2017年                                      | 2017年                                                                 |
| -------- | -------------------------------------------------------------------- | --- | ------------------------------------------- | ---------------------------------------------------------------------- |
| 8月2日   | A Page of My Story                                                   | アンジェ（今村彩夏）、プリンセス（関根明良）、ドロシー（大地葉）、ベアトリス（影山灯）、ちせ（古木のぞみ）                                 | 「A Page of My Story」                      | テレビアニメ『プリンセス・プリンシパル』エンディングテーマ             |
| 8月2日   | A Page of My Story                                                   | アンジェ（今村彩夏）、プリンセス（関根明良）、ドロシー（大地葉）、ベアトリス（影山灯）、ちせ（古木のぞみ）                                 | 「Shoot Your Heart Out!」                   | テレビアニメ『プリンセス・プリンシパル』関連曲                         |
| 8月30日  | 5 Moving Shadows                                                     | プリンセス（関根明良） | 「Into the Sky」                            | テレビアニメ『プリンセス・プリンシパル』関連曲                         |
| 2019年   |                                                                      | |                                             |                                                                        |
| 8月21日  | ケムリクサ ミュージックコレクションアルバム                          | りょう（三村ゆうな）、りく（天沢カンナ）、りょく（関根明良）                                                                               | 「INDETERMINATE UNIVERSE」                  | テレビアニメ『ケムリクサ』関連曲                                       |
| 12月18日 | 狂竜病は怖いよ！                                                     | シグレ（関根明良） | 「ドキワクEveryday!」                       | テレビアニメ『旗揚！けものみち』関連曲                                 |
| 12月25日 | メギド72 -songs-                                                     | フラウロス（宮下栄治）、アイム（関根明良）、シトリー（関根明良）、ヒュトギン（バトリ勝悟）                                                 | 「カタチを成す想い」                        | ゲーム『メギド72』関連曲                                               |
| 2020年   |                                                                      | |                                             |                                                                        |
| 4月8日   | Nowhere Land                                                         | アンジェ（古賀葵）、プリンセス（関根明良）、ドロシー（大地葉）、ベアトリス（影山灯）、ちせ（古木のぞみ）                                   | 「Nowhere Land」                            | 劇場アニメ『プリンセス・プリンシパル Crown Handler』エンディングテーマ |
| 4月8日   | Nowhere Land                                                         | アンジェ（古賀葵）、プリンセス（関根明良）、ドロシー（大地葉）、ベアトリス（影山灯）、ちせ（古木のぞみ）                                   | 「Gratitude」                               | 劇場アニメ『プリンセス・プリンシパル Crown Handler』関連曲             |
| 2021年   |                                                                      | |                                             |                                                                        |
| 7月21日  | 百華繚乱 参                                                          | 抜丸（金子彩花）、不動行光（関根明良）、物干し竿（小串麻依）                                                                               | 「あおはる探検隊」                          | ゲーム『天華百剣 -斬-』関連曲                                          |
| 2022年   |                                                                      | |                                             |                                                                        |
| 4月27日  | 明日ちゃんのセーラー服 BD / DVD 第1巻完全生産限定版特典CD            | 蠟梅学園中等部1年3組 | 「はじまりのセツナ」                        | テレビアニメ『明日ちゃんのセーラー服』オープニングテーマ               |
| 2023年   |                                                                      | |                                             |                                                                        |
| 7月19日  | 『ひろがるスカイ！プリキュア』ボーカルアルバム 〜FLY TOGETHER!!!!!〜 | ソラ・ハレワタール（関根明良） | 「全力ヒーローガール！」                    | テレビアニメ『ひろがるスカイ!プリキュア』関連曲                        |
| 7月19日  | 『ひろがるスカイ！プリキュア』ボーカルアルバム 〜FLY TOGETHER!!!!!〜 | ソラ・ハレワタール（関根明良）&虹ヶ丘ましろ（加隈亜衣）                                                                                    | 「空虹ダイアリー」                          | テレビアニメ『ひろがるスカイ!プリキュア』関連曲                        |
| 7月19日  | 『ひろがるスカイ！プリキュア』ボーカルアルバム 〜FLY TOGETHER!!!!!〜 | キュアスカイ（関根明良）、キュアプリズム（加隈亜衣）、キュアウイング（村瀬歩）、キュアバタフライ（七瀬彩夏）                               | 「FLY TOGETHER!!!!!」                       | テレビアニメ『ひろがるスカイ!プリキュア』関連曲                        |
| 8月23日  | Dear Shine Sky                                                       | キュアスカイ（関根明良）、キュアプリズム（加隈亜衣）、キュアウイング（村瀬歩）、キュアバタフライ（七瀬彩夏）                               | 「ヒロガリズム 〜Precure Quartetto Ver.〜」 | テレビアニメ『ひろがるスカイ!プリキュア』関連曲                        |
| 2024年   |                                                                      | |                                             |                                                                        |
| 1月31日  | 『ひろがるスカイ！プリキュア』ボーカルベスト 〜KIZUNA◇ダイアモンド〜 | キュアスカイ（関根明良）、キュアプリズム（加隈亜衣）、キュアウィング（村瀬歩）、キュアバタフライ（七瀬彩夏）、キュアマジェスティ（古賀葵） | 「FLY TOGETHER!!!!! 〜Halation Ver.〜」     | テレビアニメ『ひろがるスカイ!プリキュア』関連曲                        |
| 1月31日  | 『ひろがるスカイ！プリキュア』ボーカルベスト 〜KIZUNA◇ダイアモンド〜 | キュアスカイ（関根明良）、キュアプリズム（加隈亜衣）、キュアウィング（村瀬歩）、キュアバタフライ（七瀬彩夏）、キュアマジェスティ（古賀葵） | 「ヒロガリズム 〜Precure Quintet Ver.〜」   | テレビアニメ『ひろがるスカイ!プリキュア』関連曲                        |

## ライブ
| 出演日              | タイトル                            | 会場                           |
| ------------------- | ----------------------------------- | ------------------------------ |
| 2024年1月20日・21日 | 全プリキュア 20th Anniversary LIVE! | 横浜アリーナ（神奈川県）       |
| 2024年2月17日・18日 | ひろがるスカイ！プリキュア 感謝祭   | TOKYO DOME CITY HALL（東京都） |

### シリーズ一覧
1. ↑  第1期（2014年）、第2期『ニセコイ:』（2015年）
2. ↑  第1シリーズ（2018年）、第2シリーズ（2020年）
3. ↑  第1期（2020年）、第2期『工房戦』（2024年）
4. ↑  Season 1（2022年）、Season 2（2025年）
5. ↑  Season 1（2022年）、Season 2（2023年）
6. ↑  第1期（2023年）、第2期『東京奪還編』（2024年）
7. ↑  第1期（2024年）、第2期（2024年）[初出 8]
8. ↑  第1期（2024年）、第2期（2025年）
9. ↑  第1期（2024年）、第2期（2025年）
10. ↑  『殿と犬〜わんわん!〜』『殿と犬〜ぽてぽて!〜』『殿と犬〜くんくん!〜』『殿と犬〜もふもふ!〜』
11. ↑  第1クール（2025年）、第2クール（2025年）
12. ↑  第1章[43]（2021年）、第2章（2021年）、第3章[44]（2023年）>、第4章[45]（2025年）、
13. ↑  『Crown Handler』第1章Blu-ray特装限定版映像特典「BUSY EASY MONEY」（2021年）、『Crown Handler』第2章Blu-ray特装限定版映像特典「Revealing Reviews」（2022年）

### 初出話一覧
1. 1 2  第13話初出
2. 1 2 3 4 5 6 7 8 9 10  第1話初出
3. 1 2 3  第10話初出
4. ↑  第14話初出
5. 1 2 3  第4話初出
6. 1 2  第6話初出
7. 1 2 3  第5話初出
8. ↑  第24話初出
9. ↑  第15話初出
10. 1 2 3 4  第2話初出
11. ↑  第11話初出
12. ↑  第12話初出
13. 1 2  第9話初出
14. 1 2  第19話初出
15. 1 2 3  第3話初出
16. ↑  第32話初出
17. ↑  わんわん 第15話初出
18. ↑  わんわん 第10話初出

### ユニットメンバー
1. ↑  明日小路（村上まなつ）、木崎江利花（雨宮天）、兎原透子（鬼頭明里）、古城智乃（若山詩音）、谷川景（関根明良）、鷲尾瞳（石上静香）、水上りり（石川由依）、平岩蛍（麻倉もも）、四条璃生奈（田所あずさ）、神黙根子（伊藤美来）、龍守逢（伊瀬茉莉也）、峠口鮎美（三上枝織）、蛇森生静（神戸光歩）、苗代靖子（本渡楓）、戸鹿野舞衣（白石晴香）、大熊実（小原好美）